# Locotoi (Ort)
Locotoi (Lokotoi) ist eine osttimoresische Siedlung im Suco Fahisoi (Verwaltungsamt Lequidoe, Gemeinde Aileu).
Das Dorf (Bairo) Locotoi liegt im Nordwesten der Aldeia Locotoi, in einer Meereshöhe von 1171 m, an der Hauptstraße des Sucos. Das Dorf ist ein Ortsteil von Lequidoe, dem Hauptort des Sucos. Hier befinden sich ein Wassertank und „Jugendhaus des Kreuzes“ (Uma Cruz Jovem). Östlich des Dorfes Locotoi schließt sich das Dorf Dailorluta an, westlich die Siedlung Fahisoi.